# Jacques-Narcisse Cartier
Jacques-Narcisse Cartier (né le 3 avril 1890, à Sainte-Madeleine, mort le 20 juillet 1955 à Chambly) est un aviateur, journaliste, technicien en télégraphie et gestionnaire notamment connu comme acteur clé de la fondation de CKAC, la première radio francophone d'Amérique du Nord. En 1934 et 1935, il est vice-président de la Commission canadienne de la radiodiffusion, l'ancêtre du CRTC.
Il a été formé en télégraphie par Guglielmo Marconi, l'un des inventeurs de la télécommunication sans fil, qu'il a rencontré en Nouvelle-Écosse.
Il a aussi œuvré dans le monde de la presse, comme éditorialiste au Montreal Herald et comme président-directeur de L'Illustration, devenu le Montréal-Matin.
La rue Cartier de la ville de Chambly, dont il était maire à son décès, est nommée en son honneur.